# Смиренные сёстры Элурии
«Смиренные сёстры Элурии» (англ. The Little Sisters of Eluria, в буквальном переводе — «Маленькие сёстры Элурии» или «Младшие сёстры Элурии») — повесть Стивена Кинга, часть цикла о Тёмной Башне, впервые опубликованная в антологии «Легенды» в 1998 году. В 2002 году повесть вошла в сборник Кинга «Всё предельно». В 2009 году вторая редакция первого романа цикла о Тёмной Башне, «Стрелка», была переиздана издательством Grant вместе с этой повестью в книге The Little Sisters of Eluria. Тираж включал 4 000 пронумерованных экземпляров, подписанных художником Майклом Уэланом, и 1 250 пронумерованных экземпляров, подписанных Уэланом и Кингом. Майкл Уэлан также нарисовал ряд новых иллюстраций специально для этого издания «Стрелка».

## Сюжет
Протагонист повести — Роланд из Гилеада, путешествующий в поисках Тёмной Башни. События повести предшествуют основной части цикла «Тёмная Башня», но происходят после событий, происшедших в феоде Меджис, и описанных в четвёртой книге цикла — «Колдун и кристалл».
Во время описанных в повести событий Роланд путешествует верхом, преследуя Уолтера, человека в чёрном.
Роланд приходит в пустынную деревню — Элурию, где видит одичавшего пса с пятном на груди в виде креста, терзающего труп. Прогнав пса, Роланд находит на трупе прямоугольный золотой медальон. Приняв решение похоронить тело, Роланд был атакован группой зеленокожих мутантов, которые, несмотря на то, что Роланд убил нескольких из них, все же избили его до потери сознания.
Позже Роланд очнулся в большой палатке-госпитале, окруженный странной группой тех, кого он принял за медсестер.
Они представляются смиренными сёстрами Элурии и длительное время ухаживают за Роландом. Он знакомится с одной из сестер — Дженной, она рассказывает, что лечат его с помощью магических жучков, ему нравится Дженна своей чистой душой, но та пропадает.
Стрелок общается с своим соседом и тот говорит, что они не те, за кого себя выдают. За длительное время исчезало много лежащих мужчин в госпитале, а в суп подливают снотворное, только они не подходят к золотому медальону, а стрелок нашел его в Элурии и потому его не убивают в первое время.
Роланд просыпается посреди ночи и видит как сестры убивают соседа, высосав из него кровь.
Дженна, пока он спал, подкидывает листья, которые должны добавлять энергии Роланду и он быстро поправляется.
В ночь, когда его должны убить, Дженна дает ему револьверы и убивает одну из сестер с помощью жуков, пара убегает из госпиталя.
На них нападает старшая сестра, но ее убивает бездомный пёс, которого Роланд пощадил вначале.
Убежав, Роланд гладит волосы Дженны, но та подписала приговор себе предав сестер и нанесла на себя проклятье, стрелок засыпает целуя ее.
Утром Дженна пропадает, Роланд смотрит на Башню среди восходящего солнца.